# Герман Зудерман
Ге́рман Зу́дерман (нім. Hermann Sudermann; 30 вересня 1857—21 листопада 1928) — німецький белетрист і драматург.

## Біографія
Герман Зудерман народився 30 вересня 1857 в Мацікаї району Гайдекруґ (тепер Шилутє, Литва). У ранній юності навчався на аптекаря, пізніше в Тільзітськой гімназії, потім в Кенігсберзькому університеті і в Берліні. З 1877 року і до кінця життя жив у Берліні.
Свою літературну кар'єру Зудерман починав як журналіст. Перший же його літературний роман — «Закляття Фрау Зорге» («Frau Sorge», 1887) отримав чудові відгуки. Драма «Честь» («Die Ehre», 1889), зробила його відомим на усю Німеччину і піднесла до рангу письменників, що подають великі надії. Вона обійшла усі німецькі і багато іноземних сцен. П'єса «Загибель Содому» («Sodoms Ende», 1891) не отримала таких же втішних оцінок, але це не збентежило Зудермана — відбулася публікація п'єси «Батьківщина» («Heimat», 1893), що отримала серед читачів заслужений успіх. Усі три драми відрізняються серйозною літературною цінністю, написані дуже сценічно і мають психологічний інтерес. Головні недоліки — гонитва за зовнішніми драматичними ефектами і дотепною парадоксальністю, в збиток життєвій правді, реальній простоті і вірному зображенню характерів.
До 1908 року Зудерман встиг написати багато драматичних творів, серед яких можна виокремити «Щастя в куточку» («Das Glück im Winkel», 1895), «Іоанн Хреститель» («Johannes», 1898), «Іоаннове полум'я» («Johannisfeuer», 1900), «Хай живе життя»! («Es lebe das Leben», 1912). Говорячи про пізній період творчості письменника, треба зупинитися на тому, що здобуло суперечливі відгуки, але все-таки що стало досить популярним, романі «Високий гімн» («Das hohe Lied», 1908). Окремо варто згадати збірку нарисів «Литовські історії» («Litauische Novellen», 1917). Роман «Подорож в Тільзіт» («Die Reise nach Tilsit»), що вийшов у цій збірці, — одна з найкращих прозаїчних робіт письменника, за глибиною психологізму і майстерністю опису внутрішніх почуттів і переживань героїв деякі критики порівнювали її з романом Ф. М. Достоєвського «Злочин і кара». Роман уперше був екранізований у 1927 році блискучим німецьким режисером Фрідріхом Вільгельмом Мурнау під назвою «Схід: Пісня двох людей». Цей фільм отримав три «Оскари» на першій церемонії вручення премії: 1) найкращий фільм (приз за унікальне художнє виконання, причому в оригіналі номінація звучала так — «Unique and Artistic Production» (більше таких номінацій не було, так що «Схід: Пісня двох людей» залишився першим і єдиним фільмом, що здобув премію за найкращий фільм у цій номінації); 2) найкраща акторка (Джанет Гейнор); 3) найкращий оператор (Чарльз Рошер і Карл Страсс).
Далі була екранізація 1939 року, де режисером виступив Файт Харлан. Частина знімання відбувалася безпосередньо в Тільзіті, що робить фільм унікальним матеріальним свідченням, історичним джерелом важливих відомостей про архітектуру і життя старого міста. 1993 року новий театральний сезон Тільзіт-театру із Советська відкрився прем'єрою вистави «Бій метеликів» за однойменною комедійною п'єсою (1894) Германа Зудермана. 2007 року російською мовою вийшла книга «Литовські історії», що містить класичний і ключовий для міста Советська роман «Подорож в Тільзіт». 2011 року вийшов роман «Закляття фрау Зорге»(1887), про німецького казкового персонажа — злу відьму, яка постійно втручається в долю людей.

## Творчий метод
Як белетрист Зудерман пише легко і цікаво, але в його романах і повістях поряд з правдивими і задушевними сторінками немало придуманого і неймовірного. На деяких його творах (наприклад, «Frau Sorge») лежить відбиток хворобливої нервовості і якогось наївного фаталізму. Він не відчуває, не мислить як реаліст — він тільки уловлює дійсність і при цьому, головним чином, тільки її різко виступаючі, кричущі сторони.
Як драматург Зудерман сміливіший; він, мабуть, прагне відмовитися від традиційного світобачення і ходячих оцінок, але і тут він робить поступки рутині, йде по уторованих стежках і не говорить нового слова, а примушує тільки дивуватися зі свого літературного таланту і гнучкої дотепності. Можливо, це коливання між старим і новим, між засудженням відживаючих ідей і нездатністю цілком відірватися від них, і є причиною того песимізму і того безвихідного смутку, якими насичена більшість творів Зудермана.

## Визнання
Ім'я Германа Зудермана носила одна з вулиць міста Тільзіта (тепер — це провулок Свободи міста Советська).

## Переклади українською
- Зудерман, Герман. У рідній сем'ї: драма. Пер. з нім. Марія Загірня ; Під ред. Володимир Сергійович Грінченко . — Київ: Друкарня Петра Барського, 1908 . — 96 с. — На укр. яз.
- Зудерман, Герман. Огні Іванової ночі: драма на 4 дії. пер. з нім. Н. Грінченко. — К. :Друк. П. Барського, 1908. — 93 с.
- Зудерман, Герман. Кінець Содомові: драма. Пер. з нім. Марія Загірня . — Київ: Друкарня 1-ї Київської друкарської спілки, 1908 . — 106 с.
- Зудерман, Герман. Бій метеликів: комедія. — 1925 . — 132 с.
- Зудерман, Герман. Вибрані твори. Т.1: Фрау Зорге / Герман Зудерман . — 1931 . — 218 с.
- Зудерман, Герман. Вибрані твори. Т.2: Котяча стежка / Герман Зудерман . — 1932 . — 164 с.